# Vaghua
Le vaghua est une des langues de Nouvelle-Irlande, parlée par 1 960 locuteurs sur l'île Choiseul (Tavula). Son autre nom est tavola ou tavula, parfois vagua. Elle est proche du varisi.